# Drenovci, Dolneni
Drenovci (makedonska: Дреновци) är en ort i Nordmakedonien. Den ligger i kommunen Dolneni, i den centrala delen av landet, 60 kilometer söder om huvudstaden Skopje. Drenovci ligger 767 meter över havet och antalet invånare är 376.